# Eupheme (maan)
Eupheme (S/2003 J3) is een maan van Jupiter die is ontdekt door een team astronomen van de Universiteit van Hawaï onder leiding van Scott S. Sheppard. De maan is ongeveer 2 kilometer in doorsnede en draait om Jupiter met een baanstraal van 20,221 Gm in 583,87 dagen.